# Thamnobryum latifolium
Thamnobryum latifolium är en bladmossart som beskrevs av Nieuwland 1917. Thamnobryum latifolium ingår i släktet rävsvansmossor, och familjen Neckeraceae. Inga underarter finns listade i Catalogue of Life.